# اجاگوداناهالی
اجاگوداناهالی (به انگلیسی: Ajjagodanahalli) یک روستا در هند است که در کارناتاکا واقع شده‌است.